# Левацетилметадол
Левацетилметадол (лево-α-ацетилметадол, LAAM) — опиоидный анальгетик, агонист μ-опиоидных рецепторов. Аналог метадона.

## Фармакокинетика
Характеризуется хорошей биодоступностью при пероральном употреблении. Период полувыведения 2,6 дней.

## Применение
Применяется при заместительной терапии опиоидной наркомании. Большой период полувыведения (больше, чем у метадона) и наличие фармакологически активных метаболитов (нор-LAAM, динор-LAAM) позволяет назначать препарат три раза в неделю (в отличие от метадона, который необходимо принимать ежедневно).

## Правовой статус
В России внесён в список наркотических средств и психотропных веществ, оборот которых запрещён (Список I).
В 2001 году изъят с европейского рынка из-за обнаруженного риска возникновения нарушений сердечного ритма, связанных с приёмом препарата.